# 王牌对王牌 (电影)
《王牌對王牌》（英語：The Negotiator）是一部1998年美國動作驚悚片，講述芝加哥警察局的一名警察遭自己人誣陷謀殺搭檔，為求真相的他劫持了幾名人質並佔領了警察大樓，唯有指定的談判專家才有辦法解套現狀。電影由蓋瑞·葛雷執導，詹姆斯·狄莫納哥和凱文·福克斯（Kevin Fox）編劇，山繆·傑克森及凱文·史貝西領銜主演。《王牌對王牌》1998年7月29日美國上映，同時為演員J·T·華許（1998年2月逝世）的遺作。外界普遍給予本片好評，全球票房收穫8800萬美元。

## 劇情
芝加哥警察局東區的頂尖談判專家丹尼·羅門副警監從搭檔奈特·羅尼克口中得知，警隊中有人挪用部門的殘疾基金。羅尼克告訴羅門，線人認為內務處參與其中而未呈報，於是羅尼克約丹尼在外詳談，羅門到約定地點後發現羅尼克已被槍殺，但沒多久趕來的警察認定羅門是殺害羅尼克的嫌疑人。
內務處督察泰倫斯·尼邦被指派調查謀殺案時發現羅門是該基金的董事會成員，於是將羅門當作涉嫌參與挪用公款的人之一。然後發現兇槍是羅門處理過的一起案件所失蹤的一把槍，尼邦和其他調查人員搜查了羅門的房子，發現境外銀行的文件，存款金額與被盜用的金額相當。於是羅門被迫停職，同事們也沒人相信他的清白，就連羅尼克的妻子也認為羅門也是兇手。在貪污和謀殺指控懸而未決的情況下，走投無路的羅門衝進了尼邦的辦公室，要求說出真相。當對方拒答時，羅門將尼邦的行政助理瑪姬、羅門的朋友兼指揮官葛蘭·佛斯特以及騙徒魯迪扣押為人質，警局剩餘的人都被趕出辦公室。
芝加哥警方和联邦调查局疏散並封鎖警局大樓，佔領大樓的羅門宣布條件：他的警徽、找到羅尼克的線人和兇手；如果自己死亡，則舉行部門葬禮，並傳喚城市另一位頂尖談判專家——副警監克利斯·賽比恩到場。羅門認為擅於談判的賽比恩能將時間拖長，延後警方的攻堅，加上來自西區的賽比恩不是同一警局的，應該能更容易證明他的清白。指揮官貝克趁賽比恩與羅門對談時派遣史考特及馬可仕攻堅，但羅門因有人質在手，加上又是同袍，於是兩人卻成為羅門的人質；但羅門證明自己是認真的於是對假裝對史考特開槍。
沒多久羅門再次約賽比恩相見，兩人協調將佛斯特交給賽比恩以換取供電。在魯迪和瑪姬的幫助下，羅門進入尼邦的電腦並發現了該計劃：腐敗官員提交了虛假的殘疾索賠，這些索賠由殘疾基金董事會的一名身份不明的內部人員處理。他還發現了竊聽錄音，包括羅尼克和遺孀之間的對話，暗示搭檔將在被殺之前會見了線人。賽比恩使用羅門提供的訊息，聲稱找到了羅尼克的線人，以便讓羅門釋放人質。但羅門從電腦中發現羅尼克本人是內務處線人時，戳破了賽比恩虛張聲勢的騙術，然後故意用無線電講尼邦要跟他交換出庭作證來引蛇出洞。
當羅門威脅尼邦要將他推出窗外時，尼邦才坦承艾倫、海爾曼與艾金托是黑警，他們三人來賄賂尼邦來毀滅證據，先前三人有找上羅尼克但對方不願接受賄賂，羅尼克才遭殺害。但是卻被悄悄透過通風口潛入的艾倫、海爾曼與艾金托聽到，於是三人利用攻堅掩飾，將尼邦滅口。羅門利用閃光彈趕跑了他們及其他特警們。
FBI因不想再把事情惡化於是停止談判，將賽比恩的指揮權解除，並對羅門下令展開最後的攻堅，要他出來投降，賽比恩怕羅門被殺害立即通知羅門自己要上去。當羅門為被捕而做準備時，瑪姬表示尼邦時常在家裡工作所以可能有錄音檔。賽比恩上來羅門會面時要羅門投降，羅門已經殺了一名警察他也難逃法網，羅門這才讓賽比恩看到還活着的史考特。賽比恩開始相信羅門的清白，並給了他一個證明自己案子的機會。當聯邦調查局和特警突襲大樓並解救人質時，羅門偽裝成特警成員並從通風口逃跑，然後賽比恩在外接應。而其他人質被拯救後都默不作聲，唯獨瑪姬為了自保將羅門的去向講了出來，三名黑警聽到後比其他警察率先出發要將羅門滅口。
羅門和賽比恩前往尼邦家，但找不到竊聽音檔，此時三名黑警同時抵達，羅門從賽比恩拿來無線電用他談判專家的技巧讓三人罪刑曝光，再用無線電廣播出去。此時佛斯特突然進來要三人退出房子，他小心翼翼地鎖上前門並拿走了其中一支上膛的槍，賽比恩意識到他就是主謀。賽比恩發現一名黑警要從後方偷襲羅門時假裝脅持羅門然後在佛斯特面前疑似槍殺了羅門，並用他們在警局電腦發現的證據向佛斯特要求換取一部份的錢；佛斯特這才開始暴露出主謀身分並表示他們花了不少錢陷害羅門所以沒法給太多，於是賽比恩同意。當佛斯特離開房子時，發現羅門只被賽比恩打傷，羅門用警察無線電麥克風向周圍的警察廣播佛斯特的供詞。佛斯特嘗試自殺來逃脫刑責，但被貝克開槍擊中肩膀，並與其他腐敗警員一起被捕。當羅門和妻子凱倫被被救護車送走前，賽比恩將警徽還給了羅門。

## 演員
- 山繆·傑克森飾演丹尼·羅門副警監（Lieutenant Danny Roman）
- 凱文·史貝西飾演克利斯·賽比恩副警監（Lieutenant Chris Sabian）
- 大衛·摩斯飾演亞當·貝克指揮官（Commander Adam Beck）
- 羅恩·里夫金（英语：Ron Rifkin）飾演葛蘭·佛斯特指揮官（Commander Grant Frost）
- 約翰·史賓賽（英语：John Spencer (actor)）飾演艾爾·崔維斯局長（Chief Al Travis）
- J·T·華許（英语：J. T. Walsh）飾演泰倫斯·尼邦督察（Inspector Terence Niebaum）
- 希奧布翰·法倫（英语：Siobhan Fallon Hogan）飾演瑪姬（Maggie）
- 保羅·賈麥提飾演魯迪（Rudy）
- 雷吉娜·泰勒飾演凱倫·羅門（Karen Roman）
- 布魯斯·比提（Bruce Beatty）飾演馬可仕（Markus）
- 邁克·庫立茲飾演巴勒莫（Palermo）
- 卡洛斯·高梅茲（英语：Carlos Gómez (actor)）飾演艾吉（Eagle）
- 提姆·凱勒爾（英语：Tim Kelleher (actor)）飾演艾金托（Argento）
- 狄恩·諾里斯飾演史考特（Scott）
- 奈斯特·瑟拉諾（英语：Nestor Serrano）飾演海爾曼（Hellman）
- 倫納德·L·托馬斯（英语：Leonard L. Thomas）飾演艾倫（Allen）
- 史蒂芬·李（英语：Stephen Lee (actor)）飾演法利（Farley）
- 羅柏·大衛·霍爾（英语：Robert David Hall）飾演凱爾·瓦辛格（Cale Wangro）
- 保罗·加法叶飾演奈特·羅尼克（Nate Roenick，未掛名）

## 製作
《王牌對王牌》的陰謀劇情總體改編自1980年代末和1990年代初聖路易斯警察局的養老基金醜聞，同樣擁有警察遭扣押在警局的情節。

## 發行
《王牌對王牌》1998年7月29日美國上映，由華納兄弟發行。

## 反響

### 票房
本片在美國首映週末取得1020萬美元，名列當週票房冠軍。全球票房最終總計8800萬美元。考慮到華納兄弟花了4030萬美元作宣傳，將總收入及支出計算在內後，估計損失了1300萬美元，以失敗作收。

## 翻拍
本片被改編為2024年香港电影《談判專家》，由邱禮濤擔任編劇及導演，劉德華監製，劉青雲及吳鎮宇領銜主演。

## 外部連結
- 互联网电影数据库（IMDb）上《王牌对王牌》的资料（英文）
- TCM电影资料库上《王牌对王牌》的资料（英文）
- AllMovie上《王牌对王牌》的资料（英文）
- 爛番茄上《王牌对王牌》的資料（英文）
- Metacritic上《王牌对王牌》的資料（英文）
- Box Office Mojo上《王牌对王牌》的資料（英文）